# Johan van der Hooft
Johan van der Hooft (Eindhoven, 26 oktober 1957) is een Nederlands voormalig voetballer die uitkwam voor Helmond Sport en FC Utrecht. Hij speelde als linksbuiten. Hij won in 1985 met FC Utrecht de KNVB Beker tegen Helmond Sport.